# Pierrot w sądzie karnym (obraz Thomasa Couture’a)
Pierrot w sądzie karnym – obraz olejny namalowany przez francuskiego malarza Thomasa Couture’a między 1864 a 1870, znajdujący się w zbiorach Cleveland Museum of Art w Cleveland w stanie Ohio.

## Opis
Obraz Couture’a jest satyrycznym, ale i krytycznym komentarzem odnośnie do systemu publicznego i sądowniczego XIX wieku. W tym celu artysta wykorzystał Arlekina i Pierrota (dwie najsłynniejsze postacie włoskiej commedii dell’arte), umieszczając je na niewielkiej sali sądowej w trakcie dziwacznie wyglądającego procesu.   
Centralną postacią przedstawionej sceny jest żałośnie wyglądający Pierrot oskarżony o kradzież jedzenia i trunków z restauracji, umieszczonych na podłodze sali sądowej jako dowody jego winy. Jego oskarżyciele siedzą po lewej stronie, po prawej siedzi żandarm w bikornie i szablą w dłoni pilnujący oskarżonego. Tuż za żandarmem widać stojącego Arlekina w czarnej masce i todze, który jako obrońca Pierrota teatralnym gestem zwraca się do śpiących sędziów. Wokół Arlekina leżą grube księgi symbolizujące sprawiedliwość, ale i ucieczkę od rzeczywistości. Na ścianie wisi zegar wahadłowy z obciążnikiem pośrodku i wahadłem po prawej stronie, który przestał odmierzać czas.    
Dziewiętnastowieczny widz oglądający obraz mógł sympatyzować z Pierrotem, który poprzez swoje lekceważące zachowanie uosabiał społeczny sprzeciw wobec ociężałości i lenistwa wymiaru sprawiedliwości reprezentowanego przez sędziów niezainteresowanych procesem. 